# Gainesboro
Gainesboro è un comune degli Stati Uniti d'America, situato nello Stato del Tennessee, nella Contea di Jackson, della quale è il capoluogo.